# Núi Cài
Núi Cài là một ngọn núi nằm ở đồng bằng Lam Giang, thuộc huyện Can Lộc, tỉnh Hà Tĩnh.

## Tên gọi
Núi Cài còn có tên là Sạc Sơn, Thốc Sơn, Nhạc Sạc.

## Vị trí địa lý
Núi Cài nằm trên địa phận các xã Thanh Lộc, Yên Lộc và Kim Song Trường của huyện Can Lộc, tỉnh Hà Tĩnh.
Núi Cài có mạch khởi từ núi Bụt thuộc đới Trà Sơn trong hệ thống Trường Sơn mà phóng ra như dạng các núi Mác, núi Phượng Lĩnh ở Trường Lộc, núi Nỏ, núi Chiêng ở Nhân Lộc, Phú Lộc...
Núi Cài nghoảnh về 3 hướng chính:
- Hướng Nam và tây Nam thuộc địa phận xã Khánh Vĩnh Yên, hướng này độ dốc tương đối lớn, dưới chân núi làng xóm dân cư Khánh Vĩnh Yên dựa vào thế núi mà xây dựng nhà cửa chủ yếu nhà làm theo hướng Nam, Đông Nam.
- Hướng Tây và Tây Bắc thuộc địa phận xã Kim Song Trường, hướng này núi thấp xuống tạo thành những cụp những đồi thấp. Hướng Tây Bắc núi có những nếp gấp tạo thành khe Ba Giọt vì khe có 3 nhánh hay còn gọi là khe Đót vì trước đây xung quanh cây Đót mọc dày. Còn có tên là Khe Dời vì khe chảy ra đồng Giời.
- Hướng Đông thuộc địa phận xã Thanh Lộc.

Xét về tổng thể núi Cài là một khối liên tục, hai đầu thấp từ Đông Cụp Yên cho đến rú Cửa Eo có các đỉnh: Động Trùa, Cột Cờ, Động Mọn. Cụp Yên, Đá Bạc, rú Nậy... và các Khe nước gồm: Khe ụ Bò, khe Núc Nác, Khe Động Trùa, Khe Cầu Cao, Khe Làng Nam.

## Văn hóa
Dân gian ở xã Thanh Lộc còn lưu truyền câu nói: "Sạc sơn tứ diện công hầu" có nghĩa là "tứ phía núi Sạc đều là người tài giỏi".